# Нор-Харберд
Нор-Харбе́рд (арм. Նոր Խարբերդ) — село (с 1936 по 1996 год — посёлок городского типа) в Араратской области Армении, в Масисской области, в 4 км к северо-востоку от города Масис, на шоссе Ереван — Арташат, в 24 км от областного центра.

## История
В 1929 году Нор-Харберд был основан армянами, которые переехали из села Тлкатин (Хелю) в Харбердской области в Западной Армении, которые бежали после Геноцида 1915 года в современную Армению. Известно, что всего жителей-основателей Нор-Харберда было 15 человек.
Семья Оганянов из 4 человек:
Оганян Хачатур, Оганян (Ереванян) Шнорхик, Оганян Асатур (5-летний мальчик), Оганян Алис (7-летняя девочка).
Семья Шушанян из 5 человек:
Шушанян Григор, Шушанян (Адамян) Марта, Шушанян Саргис (6-летний мальчик), Шушанян Асмик (3-летняя девочка), Шушанян Сероб (2-летний мальчик).
Семья Мкртчянов из 6 человек:
Хачик Мкртчян, Арутюн Мкртчян, Мкртич Мкртчян, Наргиз Мкртчян, Сатеник Мкртчян, Агавни Мкртчян (2-летняя девочка).
В 1938 году деревня была переименована в Нор-Кянк (в переводе с арм. — «Новая Жизнь»), а в 1965 году — в Нор-Харберд.
Раньше у деревни были названия Хараберд, Харберд, Нор-Кьянк. До 1996 года это был городской посёлок.
Деревня расположена на горе, на высоте 930 м над уровнем моря.

## Климат
Климат сухой, строго сухопутный. Зимы начинаются в середине декабря, средняя температура января колеблется от −3 до −5 °C. Лето длинное, с мая по октябрь, среднемесячная температура воздуха достигает 24-26 °C, а максимум 42 °C. Часто есть суховеи, которые наносят значительный ущерб сельскому хозяйству. Годовое количество осадков 250—300 мм. Природные ландшафты — это полупустыни, которые во время орошения превратились в культурно-орошаемый ландшафт. С агроклиматической точки зрения деревня находится в зоне абсолютного орошения.

## Население
| Год  | Численность | Численность |
| ---- | ----------- | ----------- |
| 1980 | 4097        | [ 4 ]       |
| 2001 | 6186        | [ 4 ]       |
| 2004 | 5641        | [ 4 ]       |
| 2011 | 7366        | [ 5 ]       |

## Экономика
В селе есть 1985 ферм, 2 средние школы, музыкальная школа, библиотека, детский сад и поликлиника.
Жители занимаются сельским хозяйством, большая часть валового сбора урожая дается за счет растениеводства. Сельскохозяйственные угодья составляют около 404 га. Большая часть земли деревни используется в качестве пахотной земли, занимающей около 197 га. Она имеет сады и виноградники, которые составляют 41 и 19 га. Жители занимаются садоводством, виноградарством, полевыми работами и овощеводством. Они выращивают теплолюбивые овощи, зерновые и кормовые культуры. Пастбища занимают 39 га. Жители занимаются производством молочных продуктов и птицеводством, а также животноводством. В деревне нет никаких промышленных предприятий.